# Kočov
Kočov település Csehországban, Tachovi járásban. Kočov Planá, Tisová, Tachov, Bor, Brod nad Tichou és Lom u Tachova településekkel határos. Lakosainak száma 224 fő (2024. január 1.).

## Népesség
A település lakosságának változását az alábbi diagram mutatja:
| Lakosok száma | 565  | 612  | 612  | 225  | 210  | 208  | 201  | 205  | 215  | 224  |
|               | 1869 | 1890 | 1921 | 1950 | 1980 | 2001 | 2017 | 2019 | 2022 | 2024 |